# Désamiantage

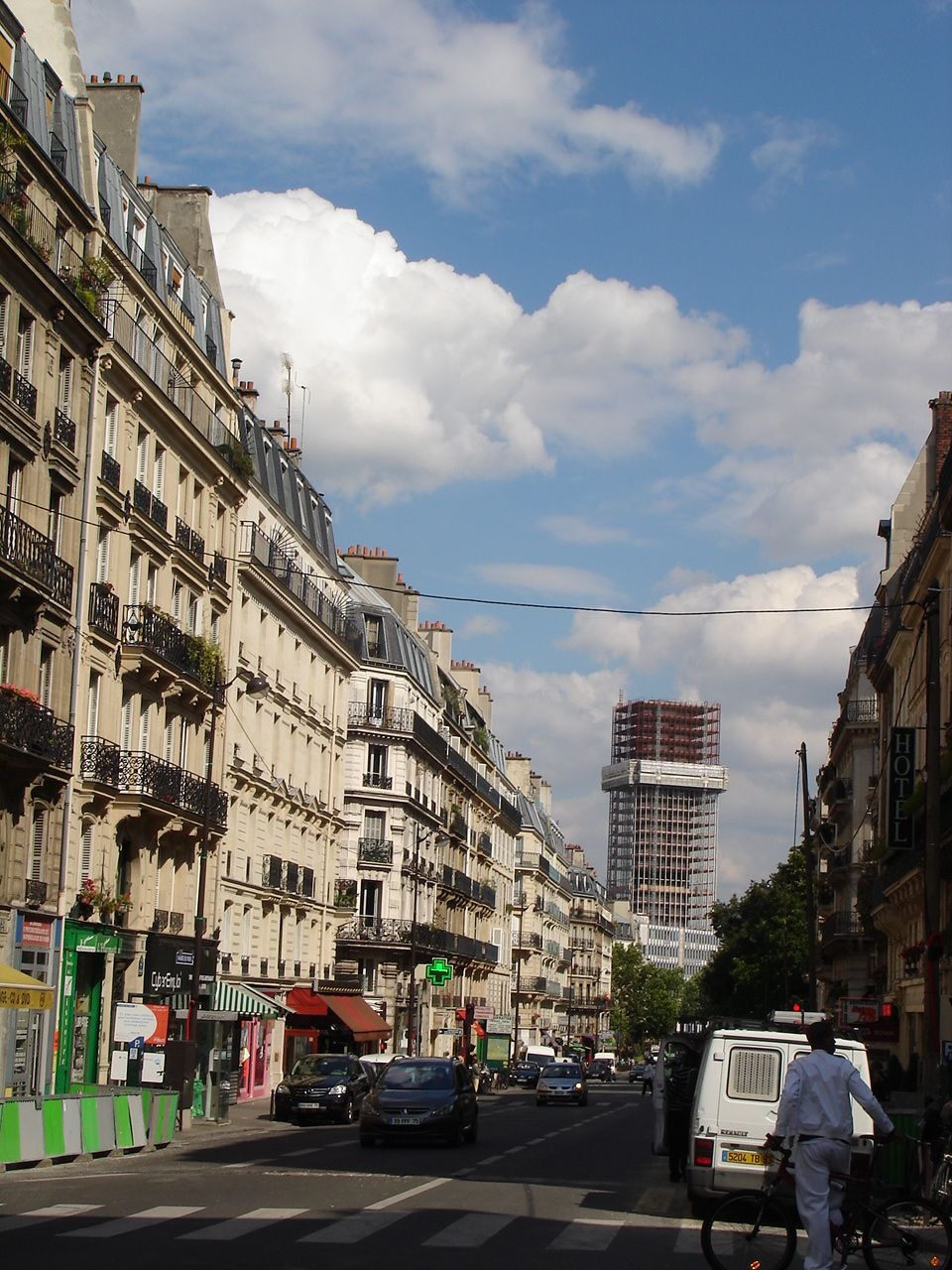
L'Université de Jussieu en cours de désamiantage vue de la Rue des Écoles à Paris

Le désamiantage est l'ensemble des actions à réaliser pour retirer les matériaux contenant de l'amiante dans un bâtiment (immeuble, maison individuelle, bateau, ...). Dans les pays riches il est soumis à une règlementation stricte et doit faire l'objet de précautions particulières en raison du risque sanitaire associé. 
Dans les pays pauvres et en particulier au Bangladesh où sont démantelées un grand nombre de carcasse de navires, partiellement amiantées, en 2022, le démantèlement se fait encore dans des conditions catastrophiques pour la santé des ouvriers et d'un grand nombre de personnes impliquées dans le recyclage de l'amiante récupéré sur ces navires

## Réglementation
En France, la réglementation sur l’amiante indique que le désamiantage doit être réalisé par une entreprise spécialisée, détentrice de la certification nationale et titulaire d'une assurance professionnelle.
L’amiante, composé de fibres très fines, est un produit comportant un risque sanitaire important. Toutes les fibres, toxiques par inhalation, sont classées cancérigènes de catégorie 1 au niveau européen. Son utilisation est interdite depuis 1997 en France, toutefois beaucoup ont eu recours à l’amiante dans le  bâtiment et l’industrie, d'où l’importance du désamiantage.

## Généralités
L’amiante existe sous plusieurs formes ainsi le désamiantage concerne plusieurs matériaux : mortier, enduit, flocage, dalle, toiture, bitume, cloison, ...
Le désamiantage est une opération complexe qui requiert une formation à la prévention des risques liés à l’amiante. Les étapes du processus du désamiantage sont les suivantes : 
- Dépoussiérage
- Confinement
- Enlèvement de l'amiante
- Contrôles multiples
- Élimination des déchets

Avant d'effectuer un désamiantage, il est important de noter qu'un diagnostic amiante devra être effectué. Il en existe plusieurs à ce jour, tous correspondant à des situations différentes (DTA, repérage avant vente, diagnostic parties privatives...).

## Certifications
Les entreprises intervenant sur les chantiers de désamiantage doivent obligatoirement être certifiées. Et depuis juillet 2014, les entreprises intervenant sur des terrains amiantifères doivent également justifier de la certification. 
Toutes les entreprises en désamiantage doivent respecter les exigences de la norme française NFX 46-010, ainsi que l'AFNOR et Qualibat pour démontrer leur capacité à réaliser les travaux de traitement de l'amiante. Cette norme constitue le référentiel en France donc elle est incontournable et obligatoire. En effet, sont incluses dans le texte de cette norme les exigences générales d'ordre administratif, juridique, économique, organisationnelles, technique et opérationnelles.
Les certifications sont délivrées aux entreprises accréditées par le Comité français d'accréditation.
L'agrément est assuré par le ministre chargé de l'industrie comme Bureaux de Normalisation Sectoriels.

## Environnement

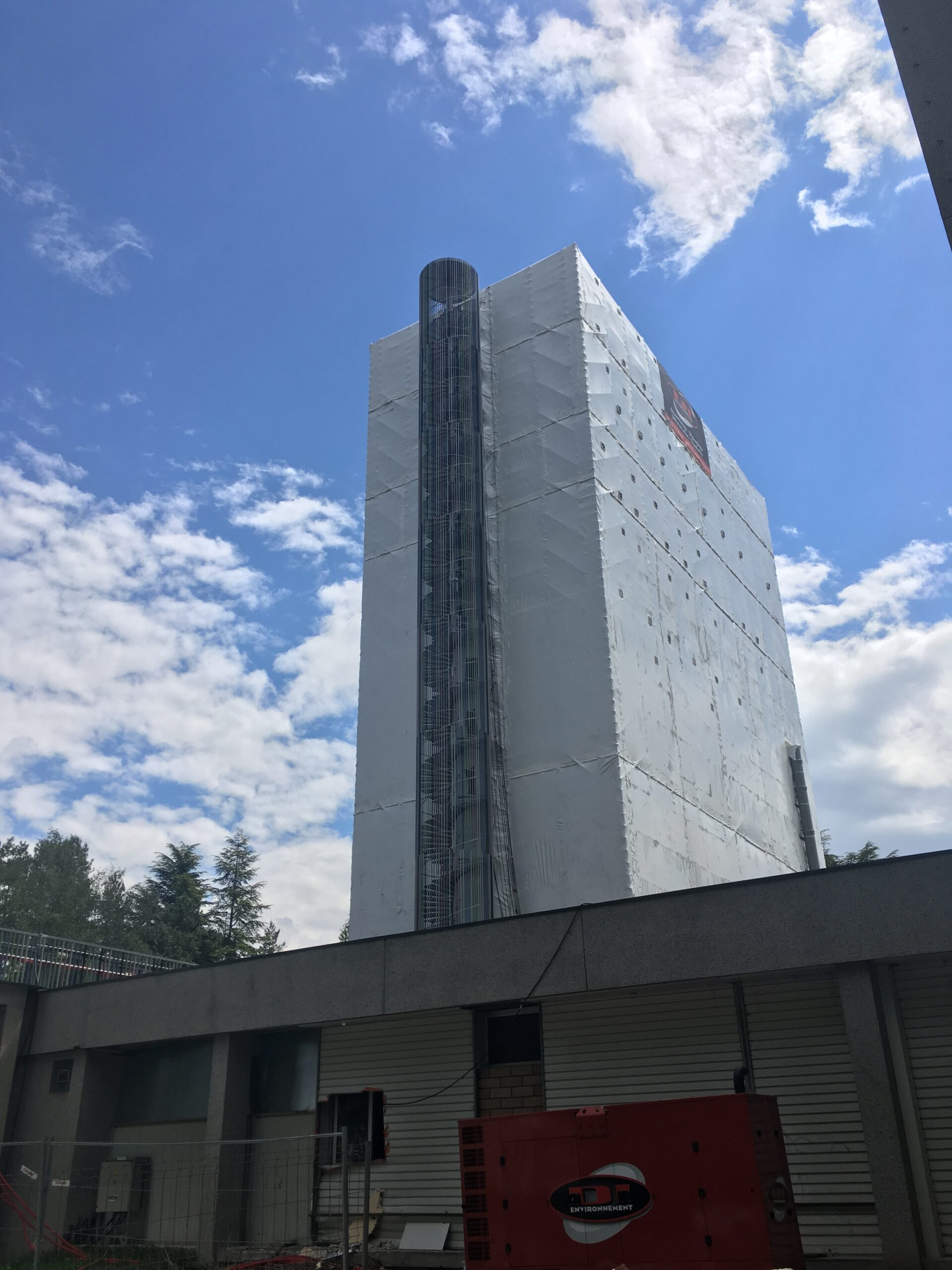
un chantier de désamiantage

### Protection des intervenants
Les entreprises sont dans l'obligation de tenir compte de la protection individuelle et collective des salariés en fonction de l'évaluation des risques liés au niveau de l'empoussièrement.
Les personnes intervenant directement sur les chantiers doivent porter tous les équipements obligatoires individuels : EPI avant d'intervenir sur un site. Les EPI sont :
- Combinaison,
- Lunette,
- Masque,
- Gants, ....

Les travaux de désamiantage se font souvent en espaces confinés. 

### Traitement des déchets
Les déchets amiantés doivent être emballés dans une zone signalée, close, surveillé et isolée. Il est important de faire appel à des entreprises spécialisées dans le traitement des déchets.
Pour qu’un chantier puisse démarrer, il faut avoir obtenu l'« exutoire de déchets », c'est-à-dire l'acceptation préalable d’un centre de tri pour la future livraison des déchets. Ces déchets sont mis dans des sacs hermétiques et clos, puis dans un container spécifique qui sera enfoui. 
Une autre technique, couteuse en énergie, et nécessitant le transport de l'amiante sur de grandes distances, dite d'inertage, consiste à vitrifier les déchets amiantés à des températures comprises entre 1400 et 1 600°C.

### Vidéographie
- « Documentaire : L’amiante ; l’histoire sans fin », 20 septembre 2022 (consulté le 19 octobre 2022)